# Syngenes longicornis
Syngenes longicornis är en insektsart som först beskrevs av Jules Pièrre Rambur 1842.  Syngenes longicornis ingår i släktet Syngenes och familjen myrlejonsländor. Inga underarter finns listade i Catalogue of Life.